# Riddarhuset, Långholmen

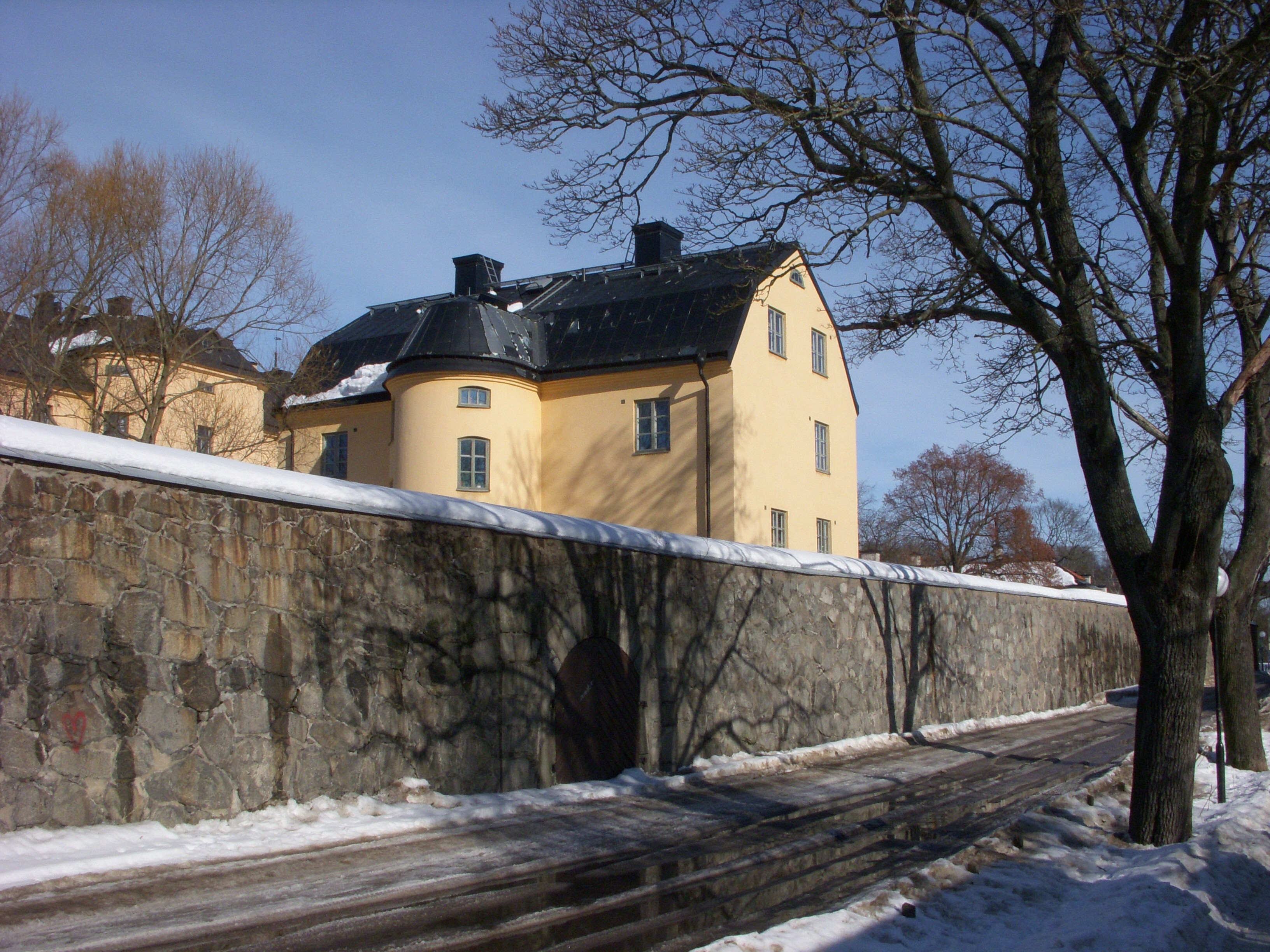
Riddarhuset bakom fängelsemuren, mars 2010.

Riddarhuset är en byggnad på ön Långholmen i Stockholm. Byggnaden var på 1730-talet kyrka för Långholmens spinnhus.
Innan malmgården Alstavik blev spinnhus hade flera byggnader från Jochum Ahlstedts tid rivits bort. Kvar fanns bland annat några stallbyggnader vid Pålsundet och ett stenhus väster om Långholmsbrons brofäste, som hade varit Alstaviks smedja. Denna stenbod på- och ombyggdes 1733 till kvinnofängelsets nya kyrklokal. 
År 1754 inreddes den tidigare spinnhuskyrkan till bostad för en marketentare som levererade mat till fängelset men även till resande folk. 1774 upphörde marketentareuppdraget och huset ombyggdes istället till inspektorsbostad. Mellan åren 1828-58 användes byggnaden som sjukhus därefter var det väveri och fånglogement. På 1880-talet byggdes huset om för att inrymma bostäder för  Långholmens centralfängelses vaktmanskap. Många var ogifta och kallades därför riddare, därav namnet.
Efter avvecklingen av fängelset på 1970-talet och ombyggnad på 1990-talet innehåller Riddarhuset numera lägenheter och bakom den långa fängelsemuren finns lägenhetsförråd, cykelstall och soprum för de boende. Huset ägs och förvaltas av AB Stadsholmen.